# Gorgany naturreservat
Gorgany naturreservat (ukrainska: природний заповідник Ґорґани, pryrodnyj zapovidnyk Gorgany) är ett naturreservat som täcker delar av bergskedjan Gorgany i sydvästra Ukraina. Reservatet består till 46 procent av urskog och inrättades år 1996 för att skydda cembratallarna i området. Gorgany naturreservat ingår i distriktet Nadvirna i Ivano-Frankivsk oblast.